# Повторное использование сточной воды

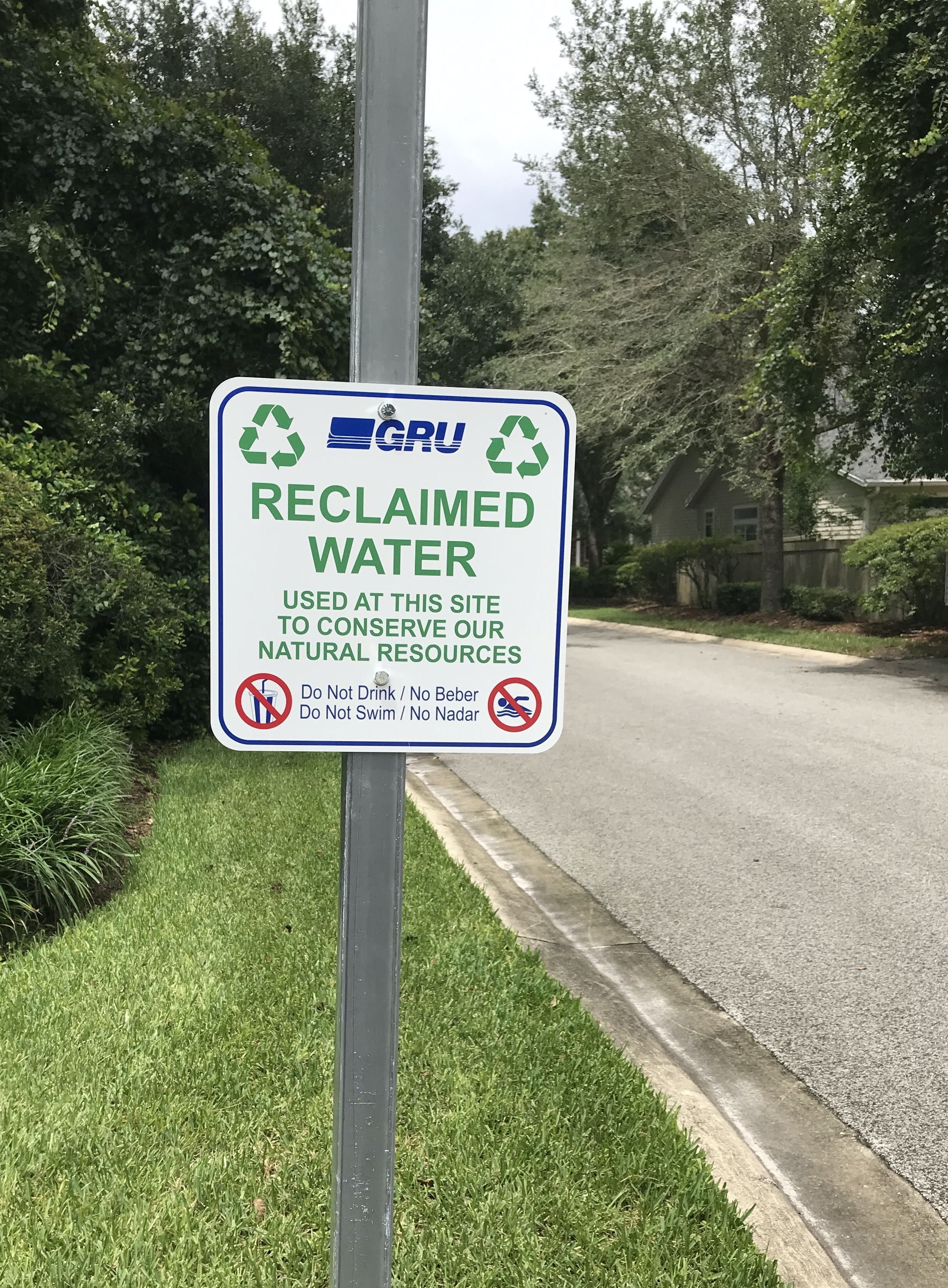
Вывеска в городе США с надписью «Восстановленная вода используется на этом участке для сохранения наших природных ресурсов».

Повторным использованием сточных вод называют процесс преобразования сточных вод в воду, которая может быть повторно использована для других целей. Таковые могут включать в себя орошение садов и сельскохозяйственных угодий или пополнение поверхностных и подземных вод. Повторно используемую воду можно направить на удовлетворение определенных потребностей в жилых помещениях (например, смывание воды в туалетах), на предприятиях и в промышленности, и даже может быть обработана с достижением стандартов питьевой воды. Последний вариант называется либо «прямым повторным использованием питьевой воды», либо «косвенным повторным использованием питьевой воды», в зависимости от используемого подхода.
Восстановление воды для повторного использования служит экономии, поскольку многие местности и регионы испытывают недостаток пресной воды. Когда использованная вода в итоге сбрасывается обратно в природные водные источники, она все еще может приносить пользу, увеличивая речной сток, питая растительность и пополняя водоносные горизонты в ходе водного цикла.
Повторное использование сточных вод — устоявшаяся практика, используемая для орошения, особенно в засушливых странах. Это уменьшает дефицит и снижает нагрузку, оказываемую деятельностью человека на природные водоемы. Потенциально положительным аспектом является в ряде случаев содержание питательных веществ в сточных водах, что может снизить потребность в других удобрениях.
Возможной опасностью является наличие в стоках вредных компонентов, таких как бактерии, тяжелые металлы или органические загрязнители (включая фармацевтические препараты, средства личной гигиены и пестициды). Орошение сточными водами может оказывать как положительное, так и отрицательное воздействие на почву и растения, в зависимости от состава сточных вод и особенностей почвы или растений.

## Цели
Управления санитарией сточных вода требует уделения внимания, но окупается положительными моментами, связанными с сокращением затрат на утилизацию продуктов человеческой жизнедеятельности. Достижения в области технологии очистки сточных вод позволяют повторно использовать воду для разных целей. Вода обрабатывается по-разному в зависимости от источника и использования воды, а также от того, как она доставляется.
Многократно циркулируя по планетарной гидросфере, вся вода на Земле является оборотной водой, но термины «оборотная вода» или «рекультивированная вода» обычно означают сточные воды, отправляемые из дома или предприятия через канализационную систему на очистные сооружения, где они очищаются до уровня, соответствующего их целевому назначению.
Всемирная организация здравоохранения признала следующие основные движущие силы повторного использования сточных вод:
1. увеличение дефицита воды и давления на экосистему;
2. увеличение численности населения и связанные с этим проблемы продовольственной безопасности;
3. увеличение загрязнения окружающей среды из-за неправильного слива сточных вод;
4. растущее признание ресурсной ценности сточных вод, экскрементов и серой воды[прояснить].

Повторное использование воды приобретают все большее значение не только в засушливых регионах, но и в городах и загрязненной окружающей среде.
Уже сейчас подземные водоносные горизонты, которые используются более чем половиной населения мира, находятся в состоянии перерасхода. Повторное использование будет продолжать увеличиваться по мере того, как население мира становится все более урбанизированным и концентрируется вблизи береговых линий, где местные запасы пресной воды ограничены или доступны только при больших капитальных затратах. Много пресной воды может быть сэкономлено за счет повторного использования и переработки сточных вод, снижения загрязнения окружающей среды. В документах ООН ставится задача «Сокращение вдвое доли неочищенных сточных вод и существенное увеличение рециркуляции и безопасного повторного использования во всем мире к 2030 году».

## Выгоды
Повторное использование воды/сточных вод в качестве альтернативного источника воды может обеспечить значительные экономические, социальные и экологические выгоды для реализации таких программ. В сельском хозяйстве орошение сточными водами может способствовать повышению урожайности продукции, сокращению экологического следа и повышению социально-экономических выгод. Преимущества включают в себя:
- Повышение доступности воды;
- Замена питьевой воды — оставить питьевую воду для питья и мелиорированную воду для непитьевого использования (например, промышленность, очистка, орошение, бытовое использование, промывка унитазов и т. д.);
- Снижение избыточного забора поверхностных и подземных вод;
- Снижение энергопотребления, связанного с добычей, очисткой и распределением воды, по сравнению с использованием глубоководных ресурсов подземных вод, импортом воды или опреснением;
- Снижение биогенной нагрузки на принимающие воды (например, реки, каналы и другие поверхностные водные ресурсы);
- Снижение производственных затрат при использовании высококачественной мелиорированной воды;
- Увеличение сельскохозяйственного производства (то есть урожайности сельскохозяйственных культур)
- Снижение внесения удобрений (то есть сохранение питательных веществ, снижение потребности в искусственных удобрениях (например, питание почвы питательными веществами, существующими в очищенных сточных водах));
- Улучшение охраны окружающей среды путем восстановления ручьев, водно-болотных угодий и прудов.

## Конструктивные соображения

### Распределение
Непитьевая мелиорированная вода часто распределяется с помощью двойной трубопроводной сети, которая полностью отделяет мелиорированные водопроводные трубы от труб питьевой воды.
Во многих городах, использующих мелиорированную воду, она сейчас пользуется таким спросом, что потребителям разрешается пользоваться ею только в назначенные дни. Некоторые города, которые ранее предлагали неограниченное количество мелиорированной воды по фиксированной ставке, теперь начинают взимать плату с граждан по количеству, которое они используют.

### Процессы обработки
Для многих видов повторного использования сточные воды должны пройти через многочисленные этапы процесса очистки сточных вод, прежде чем их можно будет использовать. Этапы могут включать в себя скрининг, первичное осаждение, биологическую очистку, третичную очистку (например, обратный осмос) и дезинфекцию. Можно получать азот из сточных вод и производить аммиачную селитру. Это приносит доход и производит полезные удобрения для фермеров. Существует несколько технологий, используемых для очистки сточных вод для повторного использования. Сочетание этих технологий может соответствовать строгим стандартам очистки и гарантировать, что обработанная вода гигиенически безопасна, то есть свободна от бактерий и вирусов. Ниже приведены некоторые из типичных технологий: озонирование, ультрафильтрация, аэробная обработка (мембранный биореактор), прямой осмос, обратный осмос, расширенное окисление.
Сточные воды, как правило, обрабатываются только на вторичном уровне очистки, когда они используются для орошения. Сочетание этих технологий может соответствовать строгим стандартам очистки и гарантировать, что обработанная вода гигиенически безопасна, то есть свободна от бактерий и вирусов. Ниже приведены некоторые из типичных технологий: озонирование, ультрафильтрация, аэробная обработка (мембранный биореактор), прямой осмос, обратный осмос, расширенное окисление.
Насосная станция распределяет мелиорированную воду среди потребителей по всему городу. Это может включать в себя поля для гольфа, сельскохозяйственное использование, градирни или заливку земли.

### Альтернативные варианты
Вместо того чтобы обрабатывать сточные воды для повторного использования, другие варианты могут достичь аналогичного эффекта экономии пресной воды:
- Системы повторного использования серой воды — на бытовом уровне очищенная или неочищенная серая вода может использоваться для смыва туалетов или для полива сада.

- Системы городского проектирования, которые включают сбор дождевой воды и сокращение стока, известны как Water-sensitive urban design (WSUD) в Австралии, Low-impact development (LID) в США и Sustainable drainage system (SUDS) в Великобритании.

- Опреснение морской воды — энергоемкий процесс, при котором соль и другие минералы удаляются из морской воды для получения питьевой воды для питья и орошения, как правило, путем мембранной фильтрации (обратного осмоса) и паровой дистилляции.

### Расходы
Стоимость мелиорированной воды превышает стоимость питьевой воды во многих регионах мира, где пресная вода имеется в изобилии. Однако мелиорированная вода обычно продается гражданам по более низкой цене, чтобы стимулировать ее использование. По мере того как запасы пресной воды становятся ограниченными из-за издержек распределения, возросшего спроса населения или сокращения источников изменения климата, соотношение затрат также будет меняться. При оценке мелиорированной воды необходимо учитывать всю систему водоснабжения, так как это может привнести важную ценность гибкости в общую систему.
Системы мелиорированной воды обычно требуют двойной трубопроводной сети, часто с дополнительными резервуарами для хранения, что увеличивает стоимость системы.

### Барьеры на пути реализации
- Полномасштабное внедрение и функционирование схем повторного использования воды по-прежнему сталкивается с нормативными, экономическими, социальными и институциональными проблемами.

- Экономическая целесообразность схем повторного использования воды[17].
- Затраты на мониторинг качества воды и выявление загрязняющих веществ[18]. Трудности в идентификации загрязняющих веществ могут включать разделение неорганических и органических загрязнителей, микроорганизмов, коллоидов и других[19].
- Полное возмещение затрат от схем повторного использования воды — отсутствие финансовых систем ценообразования на воду, сопоставимых с уже субсидируемыми обычными очистными сооружениями[20].
- Психологические барьеры, иногда называемые «фактором гадости», также могут быть препятствием для реализации, особенно для прямых планов повторного использования питьевой воды. Эти психологические факторы, по-видимому, тесно связаны с отвращением, особенно с избеганием патогенов[21].

## Аспекты здравоохранения
Мелиорированная вода считается безопасной при надлежащем использовании. Мелиорированная вода, планируемая для использования в подпитке водоносных горизонтов или пополнении поверхностных вод, получает адекватную и надежную очистку перед смешиванием с природной водой и проходит естественные восстановительные процессы. Часть этой воды со временем становится частью питьевого водоснабжения.
В исследовании качества воды, опубликованном в 2009 году, сравнивались различия в качестве мелиорированной/оборотной воды, поверхностных и подземных вод. Результаты показывают, что мелиорированные воды, поверхностные воды и подземные воды более похожи, чем различны в отношении составляющих. Исследователи протестировали 244 репрезентативных компонента, обычно встречающихся в воде. При обнаружении большинство компонентов находились в диапазоне частей на миллиард и частей на триллион. ДИТ (средство от насекомых) и кофеин были обнаружены во всех типах воды и практически во всех образцах. Триклозан (в антибактериальном мыле и зубной пасте) был обнаружен во всех типах воды, но обнаружен в более высоких концентрациях (частей на триллион) в мелиорированной воде, чем в поверхностных или подземных водах. Очень мало гормонов/стероидов было обнаружено в образцах, и когда они были обнаружены, их уровень был очень низким. Галоуксусные кислоты (побочный продукт дезинфекции) были обнаружены во всех типах проб, даже в подземных водах. Самое большое различие между мелиорированной водой и другими водами, по-видимому, заключается в том, что мелиорированная вода была обеззаражена и, следовательно, имеет побочные продукты обеззараживания (из-за использования хлора).
Исследование 2005 года под названием «Орошение парков, детских площадок и школьных дворов мелиорированной водой» показало, что не было никаких случаев заболеваний или болезней от микробных патогенов или химических веществ, и риски использования мелиорированной воды для орошения не сильно отличаются от орошения с использованием питьевой воды.
Исследование 2012 года, проведенное Национальным исследовательским советом в Соединенных Штатах Америки, показало, что риск воздействия определенных микробных и химических загрязнений из питьевой мелиорированной воды, по-видимому, не выше риска, испытываемого по крайней мере в некоторых существующих системах очистки питьевой воды, и может быть на порядки ниже. В настоящем докладе рекомендуется внести коррективы в федеральную нормативную базу, которые могли бы усилить охрану здоровья населения как при плановом, так и при незапланированном (или фактическом) повторном использовании воды и повысить доверие общественности к повторному использованию воды.
Многие люди связывают чувство отвращения с мелиорированной водой, и 13 % опрошенных заявили, что они даже не будут пить ее. Тем не менее, основным риском для здоровья при питьевом использовании мелиорированной воды является возможность сохранения в этой воде фармацевтических и других бытовых химикатов или их производных (стойких фармацевтических загрязнителей окружающей среды). Это было бы менее проблематично, если бы человеческие экскременты не попадали в сточные воды с помощью сухих туалетов или систем, которые обрабатывают черную воду отдельно от серой.
Чтобы решить эти проблемы с исходной водой, поставщики мелиорированной воды используют многобарьерные процессы очистки и постоянный мониторинг, чтобы гарантировать, что мелиорированная вода безопасна и должным образом обработана для предполагаемого конечного использования.

## Экологические аспекты
Ведутся споры о возможных последствиях для здоровья и окружающей среды. Для решения этих проблем Исследовательский фонд WateReuse Research Foundation провел Исследование по оценке потенциальных рисков для здоровья, связанных с оборотной водой, и сравнил его с традиционными фармацевтическими препаратами и средствами личной гигиены. Для каждого из четырех сценариев, в которых люди вступают в контакт с оборотной водой, используемой для орошения — дети на детской площадке, игроки в гольф, ландшафтные и сельскохозяйственные работники, — результаты исследования показывают, что может потребоваться от нескольких лет до миллионов лет воздействия непотабельной оборотной воды, чтобы достичь того же воздействия, которое мы получаем за один день в результате рутинной деятельности.
Использование мелиорированной воды для непитьевых целей экономит питьевую воду для питья, поскольку для непитьевых целей будет использоваться меньше питьевой воды.
Она иногда содержит более высокие уровни питательных веществ, таких как азот, фосфор и кислород, которые могут несколько помочь удобрить садовые и сельскохозяйственные растения при использовании для орошения.
Использование рекультивации воды уменьшает загрязнение, направленное в чувствительные среды. Оно также может улучшить водно-болотные угодья, что приносит пользу дикой природе в зависимости от этой экосистемы. Это также помогает остановить вероятность засухи, поскольку рециркуляция воды сокращает использование пресной воды из подземных источников. Например, Завод по борьбе с загрязнением воды в Сан-Хосе/Санта-Кларе учредил программу рециркуляции воды для защиты естественных соленых болот в районе залива Сан-Франциско.
Основными потенциальными рисками, связанными с повторным использованием мелиорированных сточных вод в ирригационных целях, когда очистка не является адекватной, являются следующие:
1. загрязнение пищевой цепи микроконтаминантами, патогенами (бактериями, вирусами, простейшими, гельминтами) или детерминантами устойчивости к антибиотикам;
2. засоление почвы и накопление различных неизвестных компонентов, которые могут отрицательно сказаться на сельскохозяйственном производстве;
3. распределение коренных почвенных микробных сообществ;
4. изменение физико-химических и микробиологических свойств почвы и вклад в накопление в ней химических/биологических загрязняющих веществ (например, тяжелых металлов, химических веществ (например, бора, азота, фосфора, хлоридов, натрия, пестицидов/гербицидов), природных химических веществ (например, гормонов), загрязняющих веществ нового поколения (например, фармацевтических препаратов и их метаболитов, средств личной гигиены, бытовой химии и пищевых добавок и продуктов их трансформации) и т. д.) и последующее поглощение растениями и культурами;
5. чрезмерный рост водорослей и растительности в каналах, несущих сточные воды (то есть эвтрофикация);
6. ухудшение качества подземных вод в результате различных мелиорированных загрязняющих веществ, мигрирующих и накапливающихся в почве и водоносных горизонтах.

## Примеры

### Австралия
Хоть в настоящее время в Австралии и не существует полномасштабных схем прямого повторного использования питьевой воды, Австралийский антарктический отдел изучает возможность установки схемы повторного использования питьевой воды на своей исследовательской базе Дэвис в Антарктиде. Для повышения качества морских сбросов с базы Дэвиса был выбран ряд различных проверенных технологий, которые будут использоваться в будущем, таких как озонирование, УФ-дезинфекция, очистка при помощи хлора, а также УФ-фильтрация, фильтрация активированным углем и обратный осмос.

### Израиль
По состоянию на 2010 год Израиль лидирует в мире по доле воды, которую он перерабатывает. Израиль обрабатывает 80 % своих сточных вод (400 миллиардов литров в год), а 100 % сточных вод из столичного района Тель-Авива обрабатываются и повторно используются в качестве оросительной воды для сельского хозяйства и общественных работ. На сегодняшний день вся мелиорированная сточная вода в Израиле используется для сельскохозяйственных и мелиоративных целей.

### Намибия
Примером прямого повторного использования питьевой воды является случай Виндхука (Намибия, Новогореангабская водомелиоративная станция (NGWRP)), где очищенные сточные воды смешиваются с питьевой водой уже более 40 лет. Она основана на концепции множественных барьеров лечения (то есть предварительное озонирование, усиленная коагуляция/флотация растворенного воздуха/быстрая фильтрация песка и последующее озонирование, биологический активированный уголь/гранулированный активированный уголь, ультрафильтрация (УФ), хлорирование) для снижения связанных с этим рисков и улучшения качества воды. Рекультивированные сточные воды в настоящее время составляют около 14 % производства питьевой воды в городе.

### Сингапур
В Сингапуре мелиорированная вода называется NEWater и разливается в бутылки непосредственно из усовершенствованного водоочистного сооружения для образовательных и праздничных целей. Хотя большая часть повторно используемой воды используется в Сингапуре для высокотехнологичной промышленности, небольшое количество возвращается в резервуары для питьевой воды.
В конце 2002 года программа, успешно получившая название NEWater, получила 98 — процентное признание, причем 82 % респондентов указали, что они будут пить повторно использованную воду непосредственно, а еще 16 % — только при смешивании с водой из резервуара. Полученная новая вода после стабилизации (добавления щелочных химических веществ) соответствует требованиям ВОЗ и может быть использована в широком диапазоне применений (например, повторное использование в промышленности, сброс в резервуар питьевой воды). В настоящее время NEWater составляет около 30 % от общего объема использования Сингапура, и к 2060 году Национальное водное агентство Сингапура планирует утроить текущую мощность NEWater, чтобы удовлетворить 50 % будущего спроса Сингапура на воду.

### ЮАР
В ЮАР основным фактором повторного использования сточных вод являются засушливые условия. Например, в Бофорт-Уэсте, ЮАР, в конце 2010 года была построена установка прямой рекультивации сточных вод (WRP) для производства питьевой воды в результате острой нехватки воды (производство 2300 м3 в сутки). Конфигурация процесса основана на многобарьерной концепции и включает в себя следующие процессы обработки: фильтрацию песка, УФ, двухступенчатый обратный осмос и дезинфекцию пермеата ультрафиолетовым светом (УФ).
Город Джордж столкнулся с нехваткой воды и принял решение о стратегии IPR (2009/2010), где конечные стоки из его WWTP Outeniqua обрабатываются до очень высокого качества с помощью УФ-излучения и дезинфекции, прежде чем быть возвращенными в главное хранилище, плотину Garden Route, где они объединяются с текущими запасами сырой воды. Эта инициатива увеличивает существующее предложение на 10 000 м3 в день, что составляет примерно треть потребности в питьевой воде. Технологическая конфигурация включает в себя следующие процессы обработки: барабанный грохот, УФ-и хлорное обеззараживание. Было предусмотрено добавление порошкообразного активированного угля (PAC) в George WTW, если это потребуется в качестве дополнительного операционного барьера.

### США
Повторное использование мелиорированной воды становится все более распространенной реакцией на нехватку воды во многих частях Соединенных Штатов. Мелиорированная вода используется непосредственно для различных непитьевых целей в США, включая орошение городских ландшафтов парков, школьных дворов, шоссе и полей для гольфа; противопожарную защиту; коммерческое использование, такое как мойка транспортных средств; промышленное повторное использование, такое как охлаждающая вода, котельная вода и технологическая вода; экологические и рекреационные виды использования, такие как создание или восстановление водно-болотных угодий; а также сельскохозяйственное орошение. В некоторых случаях, например, в водном округе Ирвин-Ранч в округе Ориндж, он также используется для смыва туалетов.
Было подсчитано, что в 2002 году в общей сложности 1,7 миллиарда галлонов США (6 400 000 м3) в день, или почти 3 % общественного водоснабжения, использовались непосредственно повторно. Калифорния повторно использовала 0,6 и Флорида 0,5 миллиарда галлонов США (1 900 000 м3) в день соответственно. Двадцать пять штатов имели правила, касающиеся использования мелиорированной воды в 2002 году. Запланированное прямое повторное использование мелиорированной воды было начато в 1932 году со строительства объекта мелиорированной воды в парке Золотые ворота Сан-Франциско. Мелиорированная вода обычно распределяется с помощью цветной двойной трубопроводной сети, которая полностью отделяет мелиорированные водопроводные трубы от труб питьевой воды.